# Miloslav Hůrka
Miloslav Hůrka (3. ledna 1924 Olomouc – 26. prosince 2010 Praha) byl český zvukař, hudební režisér, pedagog a filmový historik.

## Život
Ve filmovém průmyslu pracoval od roku 1943, kdy po ukončení studií jako zvukař nastoupil do barrandovských ateliérů německé společnosti Pragfilm. V barrandovských filmových ateliérech pak pracovl aždosvého odchodu do důcodu v roce 1991. Od roku 1947 pracoval jako mistr zvuku. Upřednostňoval kontaktní záznam zvuku (anglicky "contact recording"), a uplatnil se při natáčení náročných hudebních a muzikálových snímků, včetně filmových oper, např. při natáčení Rusalky, Prodané nevěsty nebo Noci na Karlštejně. Pracoval i pro zahraniční filmové a televizní produkce. Přednášel na Filmové a televizní fakultě Akademie múzických umění v Praze a na filmových školách v Písku a Zlíně (tehdy Gottwaldov)..

## Filmografie
Jméno se Miloslava Hůrky se vyskytuje v titulcích několika stovek filmových a televizních projektů, včetně televizních seriálů.
Z filmů zahaniční produkce se jednalo např. o filmy:
- Die Goldsucher von Arkansas / Zlatokopové z Arkansasu (režie: Paul Martin)
- Das Haus in der Karpfengasse / Dům v Kaprové ulici (režie: Kurt Hoffmann)
- Die schwarzen Adler von Santa Fe / Černí orlové ze Santa Fé (režie: Alberto Cardone)
- Marta a já (režie: Jiří Weiss)

## Dílo (výběr)
- HŮRKA, Miloslav. 1965). Estetika zvuku ve filmu. Československý filmový ústav.
- HŮRKA, Miloslav. Když se řekne zvukový film: kapitoly z historie a současnosti zvukového filmu. Vyd. 1. Praha: Český filmový ústav, 1991. 342 s. Filmová dílna, sv. 2. ISBN 80-7004-044-0.